# Олександрівська волость (Павлоградський повіт)
Олександрівська волость — історична адміністративно-територіальна одиниця Павлоградського повіту Катеринославської губернії.
Станом на 1886 рік складалася з єдиного поселення, єдиної сільської громади. Населення — 3986 осіб (2057 чоловічої статі та 1929 — жіночої), 1662 дворових господарства.
|                    | Площа, десятин | У тому числі орної, дес. |
| ------------------ | -------------- | ------------------------ |
| Сільських громад   | 11655          | 10068                    |
| Казенної власності | —              | —                        |
| Іншої власності    | 120            | 80                       |
| Загалом            | 11775          | 10148                    |

Єдине поселення волості:
- Олександрівка — село при річці Вовча в 17 верстах від повітового міста, 3685 осіб, 498 дворів, церква православна, школа, 2 лавки, бондарня.